# Toleman
Toleman foi a equipe de Fórmula 1 em que Ayrton Senna fez sua estreia na temporada de 1984. Na temporada de 1985, a equipe foi comprada pelo grupo italiano Benetton e passou a utilizar este nome até ser adquirida pela Renault em 2002.
Em 2010 a equipe foi adquirida pelo Grupo de investimentos Genii Capital, que manteve o nome Renault no time até o final de 2011. Durante o ano de 2011 o Grupo Lotus adquiriu parte da equipe e sendo assim, em 2012, a antiga equipe Renault F1 passou a se chamar Lotus F1 Team.
Foi fundada por Ted Toleman, e pela equipe passou o projetista Rory Byrne.

## Pilotos
| Ano  | Nome Oficial                                      | Chassis | Pneus | Motor             | Óleo | Nº | Pilotos            | Piloto de Testes                                                                                  | Classificação         |
| ---- | ------------------------------------------------- | ------- | ----- | ----------------- | ---- | -- | ------------------ | ------------------------------------------------------------------------------------------------- | --------------------- |
| 1985 | Toleman Group Motorsport                          | TG185   | P     | Hart 415 L4 Turbo | Agip | 19 | Teo Fabi           | Alessandro Nannini Emanuele Pirro Luis Perez-Sala Gabriele Tarquini Oscar Larrauri Volker Weidler | NC (15º) nenhum ponto |
| 1985 | Toleman Group Motorsport                          | TG185   | P     | Hart 415 L4 Turbo | Agip | 20 | Piercarlo Ghinzani | Alessandro Nannini Emanuele Pirro Luis Perez-Sala Gabriele Tarquini Oscar Larrauri Volker Weidler | NC (15º) nenhum ponto |
| 1984 | Toleman Group Motorsport                          | TG183B  | P     | Hart 415 L4 Turbo | Agip | 19 | Ayrton Senna       | John Watson Roberto Moreno Ivan Capelli Manfred Winkelhock                                        | 7° lugar 16 pontos    |
| 1984 | Toleman Group Motorsport                          | TG183B  | P     | Hart 415 L4 Turbo | Agip | 20 | Johnny Cecotto     | John Watson Roberto Moreno Ivan Capelli Manfred Winkelhock                                        | 7° lugar 16 pontos    |
| 1984 | Toleman Group Motorsport                          | TG184   | M     | Hart 415 L4 Turbo | Agip | 19 | Ayrton Senna       | John Watson Roberto Moreno Ivan Capelli Manfred Winkelhock                                        | 7° lugar 16 pontos    |
| 1984 | Toleman Group Motorsport                          | TG184   | M     | Hart 415 L4 Turbo | Agip | 19 | Stefan Johansson   | John Watson Roberto Moreno Ivan Capelli Manfred Winkelhock                                        | 7° lugar 16 pontos    |
| 1984 | Toleman Group Motorsport                          | TG184   | M     | Hart 415 L4 Turbo | Agip | 20 | Johnny Cecotto     | John Watson Roberto Moreno Ivan Capelli Manfred Winkelhock                                        | 7° lugar 16 pontos    |
| 1984 | Toleman Group Motorsport                          | TG184   | M     | Hart 415 L4 Turbo | Agip | 20 | Pierluigi Martini  | John Watson Roberto Moreno Ivan Capelli Manfred Winkelhock                                        | 7° lugar 16 pontos    |
| 1984 | Toleman Group Motorsport                          | TG184   | M     | Hart 415 L4 Turbo | Agip | 20 | Stefan Johansson   | John Watson Roberto Moreno Ivan Capelli Manfred Winkelhock                                        | 7° lugar 16 pontos    |
| 1983 | Candy Toleman Motorsport                          | TG183B  | P     | Hart 415 L4 Turbo | BP   | 35 | Derek Warwick      |                                                                                                   | 9º lugar 10 pontos    |
| 1983 | Candy Toleman Motorsport                          | TG183B  | P     | Hart 415 L4 Turbo | BP   | 36 | Bruno Giacomelli   |                                                                                                   | 9º lugar 10 pontos    |
| 1982 | Candy Toleman Motorsport                          | TG181B  | P     | Hart 415 L4 Turbo | BP   | 36 | Teo Fabi           |                                                                                                   | NC (16º) nenhum ponto |
| 1982 | Candy Toleman Motorsport Toleman Group Motorsport | TG181C  | P     | Hart 415 L4 Turbo | BP   | 35 | Derek Warwick      |                                                                                                   | NC (16º) nenhum ponto |
| 1982 | Candy Toleman Motorsport Toleman Group Motorsport | TG181C  | P     | Hart 415 L4 Turbo | BP   | 36 | Teo Fabi           |                                                                                                   | NC (16º) nenhum ponto |
| 1982 | Toleman Group Motorsport                          | TG183   | P     | Hart 415 L4 Turbo | BP   | 35 | Derek Warwick      |                                                                                                   | NC (16º) nenhum ponto |
| 1981 | Toleman Group Motorsport                          | TG181   | P     | Hart 415 L4 Turbo | BP   | 35 | Brian Henton       |                                                                                                   | NC (17º) nenhum ponto |
| 1981 | Toleman Group Motorsport                          | TG181   | P     | Hart 415 L4 Turbo | BP   | 36 | Derek Warwick      |                                                                                                   | NC (17º) nenhum ponto |

## Todos os Resultados da Toleman na Fórmula 1
Todos os chassis utilizados pela Toleman usava versão do motor Hart 415T 1.5 litros turbo comprimido de 4 cilindros.

(legenda) (Corrida em negrito indica pole position e em itálico indica volta mais rápida)
| Ano  | Chassi | Pneus | Nº | Pilotos            | 1   | 2   | 3   | 4   | 5   | 6   | 7   | 8   | 9   | 10  | 11  | 12  | 13  | 14  | 15  | 16  | Pontos | Posição  |
| ---- | ------ | ----- | -- | ------------------ | --- | --- | --- | --- | --- | --- | --- | --- | --- | --- | --- | --- | --- | --- | --- | --- | ------ | -------- |
|      |        |       |    |                    |     |     |     |     |     |     |     |     |     |     |     |     |     |     |     |     |        |          |
|      |        |       |    |                    | BRA | POR | SMR | MON | CAN | USA | FRA | GBR | GER | AUT | NED | ITA | BEL | EUR | RSA | AUS |        |          |
| 1985 | TG185  | P     | 19 | Teo Fabi           |     |     |     | Ret | Ret | Ret | 14  | Ret | Ret | Ret | Ret | 12  | Ret | Ret | Ret | Ret | 0      | NC (15º) |
| 1985 | TG185  | P     | 20 | Piercarlo Ghinzani |     |     |     |     |     |     |     |     |     | DNS | Ret | DNS | Ret | Ret | Ret | Ret | 0      | NC (15º) |
|      |        |       |    |                    |     |     |     |     |     |     |     |     |     |     |     |     |     |     |     |     |        |          |
|      |        |       |    |                    | BRA | RSA | BEL | SMR | FRA | MON | CAN | USE | DAL | GBR | GER | AUT | NED | ITA | EUR | POR |        |          |
| 1984 | TG183B | P     | 19 | Ayrton Senna       | Ret | 6   | 6   | NQ  |     |     |     |     |     |     |     |     |     |     |     |     | 16     | 7°       |
| 1984 | TG183B | P     | 20 | Johnny Cecotto     | Ret | Ret | Ret | NC  |     |     |     |     |     |     |     |     |     |     |     |     | 16     | 7°       |
| 1984 | TG184  | M     | 19 | Ayrton Senna       |     |     |     |     | Ret | 21  | 7   | Ret | Ret | 3   | Ret | Ret | Ret |     | Ret | 3   | 16     | 7°       |
| 1984 | TG184  | M     | 19 | Stefan Johansson   |     |     |     |     |     |     |     |     |     |     |     |     |     | 4   |     |     | 16     | 7°       |
| 1984 | TG184  | M     | 20 | Johnny Cecotto     |     |     |     |     | Ret | Ret | 9   | Ret | Ret | NQ  |     |     |     |     |     |     | 16     | 7°       |
| 1984 | TG184  | M     | 20 | Pierluigi Martini  |     |     |     |     |     |     |     |     |     |     |     |     |     | NQ  |     |     | 16     | 7°       |
| 1984 | TG184  | M     | 20 | Stefan Johansson   |     |     |     |     |     |     |     |     |     |     |     |     |     |     | Ret | 11  | 16     | 7°       |
|      |        |       |    |                    |     |     |     |     |     |     |     |     |     |     |     |     |     |     |     |     |        |          |
|      |        |       |    |                    | BRA | USW | FRA | SMR | MON | BEL | USE | CAN | GBR | GER | AUT | NED | ITA | EUR | RSA |     |        |          |
| 1983 | TG183B | P     | 35 | Derek Warwick      | 8   | Ret | Ret | Ret | Ret | 7   | Ret | Ret | Ret | Ret | Ret | 4   | 6   | 5   | 4   |     | 10     | 9°       |
| 1983 | TG183B | P     | 36 | Bruno Giacomelli   | Ret | Ret | 13  | Ret | NQ  | 8   | 9   | Ret | Ret | Ret | Ret | 13  | 7   | 6   | Ret |     | 10     | 9°       |
|      |        |       |    |                    |     |     |     |     |     |     |     |     |     |     |     |     |     |     |     |     |        |          |
|      |        |       |    |                    | RSA | BRA | USW | SMR | BEL | MON | USE | CAN | NED | GBR | FRA | GER | AUT | SWI | ITA | LVG |        |          |
| 1982 | TB181B | P     | 36 | Teo Fabi           | NQ  | NQ  |     |     |     |     |     |     |     |     |     |     |     |     |     |     | 0      | NC (16º) |
| 1982 | TG181C | P     | 35 | Derek Warwick      | Ret | NQ  | NQ  | Ret | Ret | NQ  |     |     | Ret | Ret | 15  | 10  | Ret | Ret |     |     | 0      | NC (16º) |
| 1982 | TG181C | P     | 36 | Teo Fabi           |     |     | NQ  | NC  | Ret | NQ  |     |     | NQ  | Ret | Ret | NQ  | Ret | Ret | Ret | NQ  | 0      | NC (16º) |
| 1982 | TG183  | P     | 35 | Derek Warwick      |     |     |     |     |     |     |     |     |     |     |     |     |     |     | Ret | Ret | 0      | NC (16º) |
|      |        |       |    |                    |     |     |     |     |     |     |     |     |     |     |     |     |     |     |     |     |        |          |
|      |        |       |    |                    | USW | BRA | ARG | SMR | BEL | MON | ESP | FRA | GBR | GER | AUT | NED | ITA | CAN | USA |     |        |          |
| 1981 | TG181  | P     | 35 | Brian Henton       |     |     |     | NQ  | NQ  | NQ  | NQ  | NQ  | NQ  | NQ  | NQ  | NQ  | 10  | NQ  | NQ  |     | 0      | NC (17º) |
| 1981 | TG181  | P     | 36 | Derek Warwick      |     |     |     | NQ  | NQ  | NQ  | NQ  | NQ  | NQ  | NQ  | NQ  | NQ  | NQ  | NQ  | Ret |     | 0      | NC (17º) |

↑1  Foi atribuído metade dos pontos, porque o número de voltas não alcançou 75% de sua realização.